# Nhà thờ chính tòa Oloron
Nhà thờ chính tòa Oloron (tiếng Pháp: Cathédrale Sainte-Marie d'Oloron-Sainte-Marie), bây giờ là Nhà thờ Thánh Maria (tiếng Pháp: Eglise Sainte-Marie) là nhà thờ chính tòa cũ nằm ở thị trấn Oloron-Sainte-Marie tại Pyrénées-Atlantiques của Pháp.. Đây là một trong những công trình nổi bật mang kiến trúc truyền thống Gothic và La Mã.
Nhà thờ bắt đầu được xây dựng vào thế kỷ 12 bởi Gaston IV, tử tước Béarn. Đây là nhà thờ chính tòa của giáo phận Oloron bị đàn áp sau thỏa ước 1801. Nhà thờ ngày nay là một di tích lịch sử quốc gia do Bộ Văn hóa Pháp xếp hạng kể từ tháng 3 năm 1939, và một phần của Di sản thế giới Đường hành hương Santiago de Compostela ở Pháp được UNESCO công nhận từ năm 1998.